# 中崎 (弘前市)
中崎（なかざき）は、青森県弘前市の地名。郵便番号は036-8313。

## 地理
当地を青森県道37号弘前柏線、青森県道131号前坂藤崎線、青森県道41号弘前環状線が通る。北は三世寺、北東は南津軽郡藤崎町、東南から南にかけて町田、西は独狐に接する。

### 小字
小字として苅田・河原田・野脇・平野がある。

## 沿革
- 1889年（明治22年） - 藤代村の一部。
- 1891年（明治24年） - 当時の記録では人口382、戸数94、厩65、学校1とある。
- 1955年（昭和30年） - 弘前市の大字になる。

## 世帯数と人口
2017年（平成29年）6月1日現在の世帯数と人口は以下の通りである。
| 大字             | 世帯数  | 人口  |
| ---------------- | ------- | ----- |
| 中崎（小字全域） | 183世帯 | 449人 |

## 施設

### 教育
- 弘前市立三省小学校

### 商業
- 東北運輸本社

### 公共
- 中崎公共集会所
- 弘前市三省児童館

## 小・中学校の学区
市立小・中学校に通う場合、学区は以下の通りとなる。
| 大字 | 番・番地 | 小学校             | 中学校             |
| ---- | -------- | ------------------ | ------------------ |
| 中崎 | 全域     | 弘前市立三省小学校 | 弘前市立第二中学校 |

## 交通
- 弘南バス

中崎、三省小学校前（弘前 - 堂ヶ沢・十腰内、堂ヶ沢 - 小栗山線）停留所。